# Киевская чешская школа
Киевская чешская школа —  общеобразовательная школа с обучением на чешском языке, работавшая в Киеве в 1907—1934 годах.

## История
Многие чешские семьи в Российской империи, проживавшие в начале XX века в Киеве, были вынуждены уезжать, чтобы обеспечить обучение детей на родном языке. Идея создания школы принадлежит представителю чешской общины в Киеве Й. Мосеру, который тоже отправил жену с ребёнком на родину. Его поддержали активисты общества имени Я. А. Коменского и спортивной организации «Сокол». На собрании общества был избран комитет, предложивший проект создания школы. Осуществлением проекта занялись председатель общества имени Коменского Й. Йиндржишек, приват-доцент А. О. Поспишиль и председатель «Сокола», юрист Вацлав Вондрак.
Для постройки школы выбрали участок на Шулявке между парком Политехнического института и недавно благоустроенным парком «Стромовка», на углу Брест-Литовского шоссе (ныне проспект Победы) и Дачного переулка (ул. Янгеля). Продавать эту землю иностранцам не разрешалось, поэтому участок купил Й. Йиндржишек, имевший российское подданство. До получения разрешения от властей открыли частную школу Ярослава Боучека, первой учительницей в ней стала Йосефа Шпикова. Занятия в школе начались 15 сентября 1907 года. В первый год в школе было 35 учеников, их разделили на три группы, изучали чешский и русский языки, проводились «инсценировочные» занятия — методом постановки ситуационных задач. В октябре от городских властей пришло официальное разрешение, и общество имени Коменского взяло школу под свою опеку. 
В 1909 году для школы построено новое двухэтажное деревянное здание. Оно находилось по адресу улица Полевая, дом № 109 (ныне улица Янгеля, дом № 2а), выходило фасадом к парку Политехнического института. В 1910 году  в школе училось 86 детей в пяти группах, имелся учебный огород.
В 1918 году занятия в школе временно прекратились в связи с беспорядками в период Русской смуты. К началу 1930-х годов в Киеве работало 13 школ для национальных меньшинств, в том числе и чешская, которой продолжал руководить Я. Боучек. В 1930—1937 годах в УССР проводилась кампания по закрытию национальных школ, многие учителя и директора были репрессированы по обвинениям в саботаже коллективизации, антисоветской пропаганде, шпионаже. В 1931 году Ярослав Боучек арестован и осуждён Верховным судом Украины вместе с ещё 11 обвинёнными учителями, в лагерях стал психическим больным. В 1934 году школу закрыли, учащиеся были переведены в соседнюю школу № 71. В здании бывшей чешской школы устроили временное жильё, а к 1970-м годам оно пришло в ветхость и снесено.